# 麥鴻鈞
麦鸿钧（1866年—1918年)，字志昭，号惠农，廣東三水人，清代政治人物。
生於同治五年（1866年），早年在广州求学，光绪三十年（1904年）甲辰恩科殿試高中二甲第七名，賜進士出身，选庶吉士。次年赴日本、美国考察。曾任清驻美國纽约州领事。辛亥革命後隐居上海。民國七年（1918年）病逝。